# The Candy Kid
Pour plus de détails, voir Fiche technique et Distribution.
The Candy Kid est une comédie du cinéma muet américain de Arvid E. Gillstrom, sortie en 1917.

## Fiche technique
- Titre original : The Candy Kid
- Réalisation : Arvid E. Gillstrom
- Photographie : Herman Obrock Jr.
- Producteur : Louis Burstein
- Société de production : King-Bee Films Corporation
- Pays d’origine : États-Unis
- Langue : intertitres en anglais
- Format : Noir et blanc - 35 mm - 1,37:1  -  Muet
- Genre : comédie
- Longueur : deux bobines
- Date de sortie : États-Unis : 15 octobre 1917

## Distribution
Source principale de la distribution :
- Billy West : "The Candy Kid"
- Oliver Hardy : un des propriétaires concurrents
- Leo White : un des propriétaires concurrents
- Ellen Burford : la caissière
- Bud Ross : le cuisinier
- Martha Dean : la serveuse
- Ethelyn Gibson : la jeune fille
- Leatrice Joy[2] :